# Hörnlihütte
La Hörnlihütte (in italiano, Rifugio Hörnli) è un rifugio situato nel comune di Zermatt (Vallese - Svizzera), nel Mattertal, nelle Alpi Pennine, a 3.260 m s.l.m.

## Storia
È stato costruito nel 1880 dal Club Alpino Svizzero lungo la via normale al monte Cervino.

## Caratteristiche e informazioni

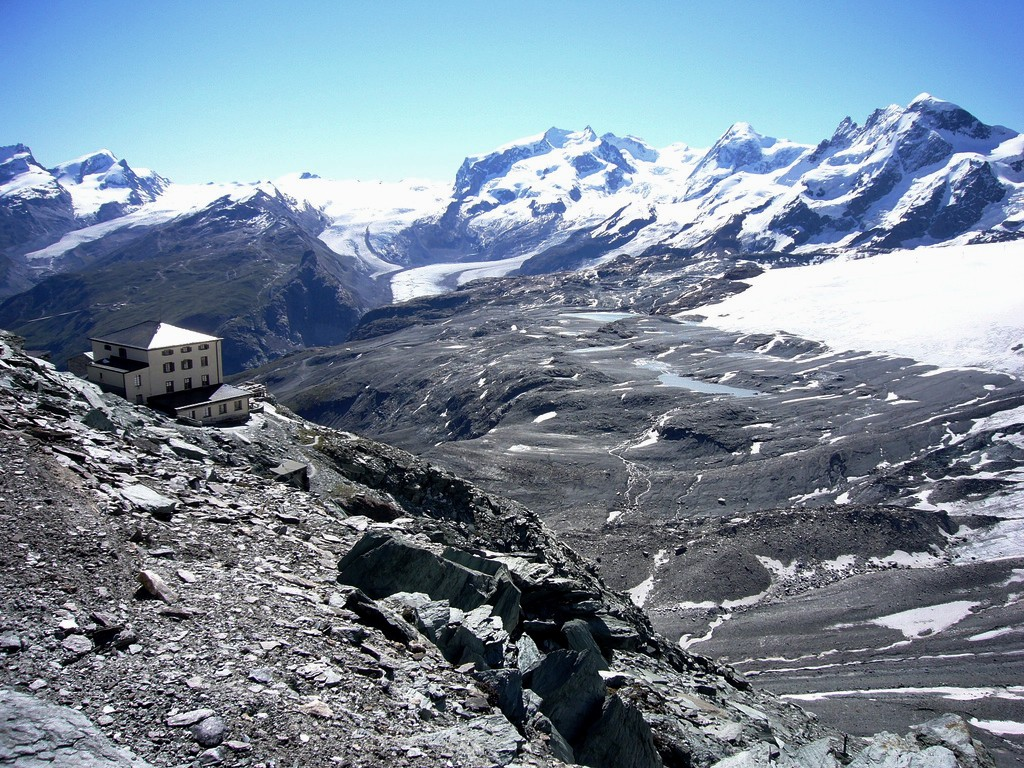
L'Hörnlihütte. Sullo sfondo si vede il massiccio del Monte Rosa

Prende il nome dalla Cresta Hörnli sulla quale il rifugio è costruito. Ha 50 posti letto ed è aperto da giugno a settembre. Il locale invernale dispone di 10 posti.

## Accessi
L'accesso al rifugio avviene normalmente da Zermatt. Si può salire con l'ovovia Matterhorn Express fino alla stazione Lago Nero (Schwarzsee); quindi il rifugio si raggiunge in circa tre ore. La salita a piedi da Zermatt richiede circa cinque ore.

## Ascensioni
- Cervino - 4.478 m - L'ascensione è riservata ad alpinisti esperti.